# Municipio de Steel
El municipio de Steel (en inglés: Steel Township) es un municipio ubicado en el condado de Lafayette en el estado estadounidense de Arkansas. En el año 2010 tenía una población de 1475 habitantes y una densidad poblacional de 7,53 personas por km².

## Geografía
El municipio de Steel se encuentra ubicado en las coordenadas 33°19′25″N 93°38′5″O / 33.32361, -93.63472. Según la Oficina del Censo de los Estados Unidos, el municipio tiene una superficie total de 195.77 km², de la cual 189,61 km² corresponden a tierra firme y (3,15 %) 6,16 km² es agua.

## Demografía
Según el censo de 2010, había 1475 personas residiendo en el municipio de Steel. La densidad de población era de 7,53 hab./km². De los 1475 habitantes, el municipio de Steel estaba compuesto por el 46,1 % blancos, el 51,73 % eran afroamericanos, el 0,88 % eran de otras razas y el 1,29 % eran de una mezcla de razas. Del total de la población el 1,76 % eran hispanos o latinos de cualquier raza.